# Villeneuve-lès-Avignon
Villeneuve-lès-Avignon település Franciaországban, Gard megyében. Lakosainak száma 12 950 fő (2022. január 1.). Villeneuve-lès-Avignon Les Angles, Pujaut, Rochefort-du-Gard, Sauveterre, Avignon és Sorgues községekkel határos.

## Népesség
A település népessége az elmúlt években az alábbi módon változott:
| Lakosok száma | 6977 | 9282 | 11 791 | 12 471 | 11 833 | 11 531 | 11 698 | 11 769 | 12 848 | 12 950 |
|               | 1968 | 1982 | 1999   | 2006   | 2013   | 2015   | 2017   | 2018   | 2020   | 2022   |